# Slaget ved Lützen (1632)
 For alternative betydninger, se Slaget ved Lützen. (Se også artikler, som begynder med Slaget ved Lützen)
Slaget ved Lützen fandt sted syd for Leipzig under Trediveårskrigen den 6. november 1632 mellem en protestantisk hær under den svenske kong Gustav 2. Adolf og en katolsk hær under Wallenstein. Ingen af parterne sejrede afgørende, Gustav 2. Adolf blev dræbt under slaget.
- Wikimedia Commons har flere filer relateret til Slaget ved Lützen (1632)

51°16′04″N 12°09′24″Ø / 51.2678°N 12.1567°Ø